# Municipio de Peach Orchard
El municipio de Peach Orchard (en inglés: Peach Orchard Township) es un municipio ubicado en el condado de Ford en el estado estadounidense de Illinois. En el año 2010 tenía una población de 608 habitantes y una densidad poblacional de 9,7 personas por km².

## Geografía
Según la Oficina del Censo de los Estados Unidos, el municipio tiene una superficie total de 62.66 km², de la cual 62,66 km² corresponden a tierra firme y (0 %) 0 km² es agua.

## Demografía
Según el censo de 2010, había 608 personas residiendo en el municipio de Peach Orchard. La densidad de población era de 9,7 hab./km². De los 608 habitantes, el municipio de Peach Orchard estaba compuesto por el 97,04 % blancos, el 1,15 % eran afroamericanos, el 0,16 % eran amerindios, el 0,33 % eran asiáticos, el 0,33 % eran de otras razas y el 0,99 % eran de una mezcla de razas. Del total de la población el 2,3 % eran hispanos o latinos de cualquier raza.